# Black Celebration
Black Celebration — пятый студийный альбом британской группы Depeche Mode, вышедший 17 марта 1986 года. Black Celebration записан в «тёмных» тонах, которые Алан Уайлдер также использовал в альбоме Construction Time Again. Диск отличается удачной комбинацией электроники и готического рока. Альбом переиздан 30 марта 2007 года в Германии, а 2 апреля увидело свет международное переиздание.

## Критический приём
Black Celebration получил в британской прессе неоднозначные отзывы. Стив Сазерленд из Melody Maker раскритиковал альбом и написал, что Depeche Mode соскочили как «киски, отчаянно пытающиеся казаться извращенными, чтобы убежать от верхоглядства подростковой славы», аналогичный язвительный отзыв опубликовал журнал Sounds. Критикуя «подростковые образцы отчаяния» главного композитора Мартина Гора, Шон О’Хаган из NME тем не менее похвалил «идеально построенные мелодии головоломки» Black Celebration и сказав: «когда песни затрагивают темы, отличные от состояния ума композитора — например, о вызывающем воспоминания исследовании одиночества, которое является „миром, полным ничего“, — Depeche Mode звучат гораздо больше, чем просто высокотехнологичная, низменная мелодрама». Бетти Пейдж из Record Mirror считала, что группой следует восхищаться за её «отказ следовать чему-либо, кроме своей собственной моды» и «неуклонную способность придумывать отличные, свежие мелодии». В 2007 году Роб Шеффилд из Rolling Stone положительно оценил Black Celebration, назвав альбом «мгновенной классикой для поклонников группы», которая на момент его выхода, казалось бы, была «полностью проигнорирована всеми остальными».
Black Celebration и турне в его поддержку вдохновили Трента Резнора, вокалиста группы Nine Inch Nails, на написание альбома Pretty Hate Machine.

## Список композиций
Релиз 1986 года
 Британский LP: Mute (каталожный номер: Stumm 26)
Слова и музыка всех песен — Мартин Гор, кроме указанных иначе. Дэвид Гаан — главный вокалист всех песен, кроме «Here Is the House» и «Breathing in Fumes», которые спеты дуэтом с Мартином. «A Question of Lust», «Sometimes», «It Doesn’t Matter Two», «World Full of Nothing» и «Black Day» спеты Мартином. «Christmas Island» — инструментальная композиция..
| №                   | Название                        | Длительность |
| ------------------- | ------------------------------- | ------------ |
| 1.                  | «Black Celebration»             | 4:55         |
| 2.                  | «Fly on the Windscreen — Final» | 5:18         |
| 3.                  | «A Question of Lust»            | 4:20         |
| 4.                  | «Sometimes»                     | 1:53         |
| 5.                  | «It Doesn’t Matter Two»         | 2:50         |
| Общая длительность: | Общая длительность:             | 19:16        |

| №                   | Название                | Длительность  |
| ------------------- | ----------------------- | ------------- |
| 6.                  | «A Question of Time»    | 4:10          |
| 7.                  | «Stripped»              | 4:16          |
| 8.                  | «Here Is the House»     | 4:15          |
| 9.                  | «World Full of Nothing» | 2:50          |
| 10.                 | «Dressed in Black»      | 2:32          |
| 11.                 | «New Dress»             | 3:42          |
| Общая длительность: | Общая длительность:     | 21:45 (41:01) |

| №                   | Название            | Длительность  |
| ------------------- | ------------------- | ------------- |
| 12.                 | «But Not Tonight»   | 4:15          |
| Общая длительность: | Общая длительность: | 26:00 (45:16) |

 Британский CD: Mute (каталожный номер: CD STUMM 26)
| №                   | Название                        | Длительность |
| ------------------- | ------------------------------- | ------------ |
| 1.                  | «Black Celebration»             | 4:57         |
| 2.                  | «Fly on the Windscreen — Final» | 5:19         |
| 3.                  | «A Question of Lust»            | 4:22         |
| 4.                  | «Sometimes»                     | 1:54         |
| 5.                  | «It Doesn’t Matter Two»         | 2:51         |
| 6.                  | «A Question of Time»            | 4:09         |
| 7.                  | «Stripped»                      | 4:17         |
| 8.                  | «Here Is the House»             | 4:16         |
| 9.                  | «World Full of Nothing»         | 2:48         |
| 10.                 | «Dressed in Black»              | 2:34         |
| 11.                 | «New Dress»                     | 3:42         |
| Общая длительность: | Общая длительность:             | 41:09        |

| №                   | Название                                                      | Автор(ы)                                | Длительность  |
| ------------------- | ------------------------------------------------------------- | --------------------------------------- | ------------- |
| 12.                 | «Breathing in Fumes»                                          |                                         | 6:07          |
| 13.                 | «But Not Tonight (Extended Remix)» (ремикс Robert Margouleff) |                                         | 5:13          |
| 14.                 | «Black Day»                                                   | Мартин Гор, Алан Уайлдер, Дэниел Миллер | 2:36          |
| Общая длительность: | Общая длительность:                                           | Общая длительность:                     | 13:56 (55:05) |

| №                   | Название                        | Длительность |
| ------------------- | ------------------------------- | ------------ |
| 1.                  | «Black Celebration»             | 4:57         |
| 2.                  | «Fly on the Windscreen — Final» | 5:19         |
| 3.                  | «A Question of Lust»            | 4:23         |
| 4.                  | «Sometimes»                     | 1:54         |
| 5.                  | «It Doesn’t Matter Two»         | 2:51         |
| 6.                  | «A Question of Time»            | 4:10         |
| 7.                  | «Stripped»                      | 4:17         |
| 8.                  | «Here Is the House»             | 4:16         |
| 9.                  | «World Full of Nothing»         | 2:49         |
| 10.                 | «Dressed in Black»              | 2:34         |
| 11.                 | «New Dress»                     | 3:46         |
| Общая длительность: | Общая длительность:             | 41:13        |

| №                   | Название             | Длительность |
| ------------------- | -------------------- | ------------ |
| 12.                 | «Black Celebration»  | 6:11         |
| 13.                 | «A Question Of Time» | 4:37         |
| 14.                 | «Stripped»           | 6:34         |
| Общая длительность: | Общая длительность:  | 17:22        |

| №                   | Название                | Автор(ы)                                | Длительность |
| ------------------- | ----------------------- | --------------------------------------- | ------------ |
| 15.                 | «Shake the Disease»     |                                         | 4:52         |
| 16.                 | «Flexible»              |                                         | 3:14         |
| 17.                 | «It’s Called a Heart»   |                                         | 3:51         |
| 18.                 | «Fly on the Windscreen» |                                         | 5:07         |
| 19.                 | «But Not Tonight»       |                                         | 4:19         |
| 20.                 | «Breathing in Fumes»    |                                         | 6:08         |
| 21.                 | «Black Day»             | Мартин Гор, Алан Уайлдер, Дэниел Миллер | 2:39         |
| 22.                 | «Christmas Island»      | Мартин Гор, Алан Уайлдер                | 4:52         |
| Общая длительность: | Общая длительность:     | Общая длительность:                     | 35:02        |

Фильм о процессе создания альбома
| №   | Название | Длительность   |
| --- | --- | -------------- |
| 23. | «Depeche Mode — 1985-86 (The Songs Aren’t Good Enough, There Aren’t Any Singles and It’ll Never Get Played on the Radio)» | 57:40 (151:17) |

## Участники записи
- Depeche Mode:
  - Дэвид Гаан — вокал, семплирование
  - Мартин Гор — гитара (8), клавишные, семплирование, бэк-вокал, основной вокал в «A Question of Lust», «Sometimes», «It Doesn’t Matter Two» и «World Full of Nothing», музыка/слова
  - Эндрю Флетчер — клавишные, семплирование, бэк-вокал
  - Алан Уайлдер — клавишные, семплирование, пианино в «Sometimes», программирование, бэк-вокал, музыка/слова, драм-машина
- Другие музыканты:
  - Дэниел Миллер — клавишные, программирование, голос в «Black Celebration» и «Fly on the Windscreen (Final)», музыка/слова
  - Гаретом Джонсом[англ.] — клавишные, программирование

## Позиции в чартах и сертификации

### Недельные чарты
| Чарт (1986)                         | Высшая позиция |
| ----------------------------------- | -------------- |
| Австралия (Kent Music Report)       | 69             |
| Австрия (Ö3 Austria)                | 26             |
| Канада (RPM Top Albums/CDs)         | 47             |
| Нидерланды (Album Top 100)          | 35             |
| Европа (Music & Media)              | 5              |
| Финляндия (Suomen virallinen lista) | 17             |
| Франция (SNEP)                      | 11             |
| Германия (Offizielle Top 100)       | 2              |
| Новая Зеландия (RMNZ)               | 34             |
| Швеция (Sverigetopplistan)          | 5              |
| Швейцария (Schweizer Hitparade)     | 1              |
| Великобритания (UK Albums Chart)    | 4              |
| США (Billboard 200)                 | 90             |

| Чарт (2013)      | Высшая позиция |
| ---------------- | -------------- |
| Венгрия (MAHASZ) | 29             |

| Чарт (2017)   | Высшая позиция |
| ------------- | -------------- |
| Польша (ZPAV) | 37             |

| Чарт (1986)                     | Позиция |
| ------------------------------- | ------- |
| Европа (Music & Media)          | 24      |
| Германия (Offizielle Top 100)   | 19      |
| Швейцария (Schweizer Hitparade) | 23      |

### Сертификации
| Регион | Сертификация | Продажи  |
| --- | ------------ | -------- |
| Франция (SNEP) | Золотой      | 100 000* |
| Германия (BVMI) | Платиновый   | 500 000^ |
| Великобритания (BPI) | Серебряный   | 60 000^  |
| США (RIAA) | Золотой      | 500 000^ |
| * Данные о продажах приведены только на основе сертификации. ^ Данные о тиражах приведены только на основе сертификации. |              |          |

## Дополнительные факты
- Black Celebration был назван одним из самых влиятельных альбомов 80-х годов[45]. Также в 1989 году альбом занял 15 место в списке «25 величайших альбомов всех времен» журнала Spin[46].
- Немецкие группы Rammstein и Scooter записали кавер-версию на песню «Stripped».
- Группа Crematory записала кавер-версию песни «Black Celebration».